# Effetto batmotropo
Un importante fenomeno da considerare circa l'azione cardiaca riguarda l'eccitabilità delle cellule cardiache (effetto batmotropo). Esso dipende principalmente dal potenziale di riposo e dalla disponibilità dei canali coinvolti nella fase 0 del potenziale d'azione. Questo significa, dunque, che l'eccitabilità delle cellule veloci dipende dalla disponibilità dei canali del sodio voltaggio – dipendenti, molto sensibili al potenziale di membrana e all'azione di farmaci attivi sull'attività elettrica cardiaca (antiaritmici), ma poco modulati dal sistema nervoso.
Nelle cellule lente, invece, l'eccitabilità dipende più che altro dalla concentrazione dei canali del calcio. I principali bersagli della regolazione dell'eccitabilità sono quindi i canali del calcio e quelli del potassio, come già si è visto, per altro, per l'effetto cronotropo. L'apparato di trasduzione reagisce al legame fra il mediatore del simpatico (noradrenalina ad esempio)e il recettore β-1-adrenergico producendo cAMP. Maggiore concentrazione di cAMP porta all'attivazione della PKA che, fosforilando i canali del calcio,li rende più prontamente apribili e con una probabilità di apertura maggiore a parità di potenziale e condizioni ioniche. Pertanto l'attivazione simpatica comporta un aumento dell'eccitabilità delle cellule lente, rendendo più facile la loro attivazione (maggiore eccitabilità ----> maggiore effetto batmotropo) e permettendone un'attivazione più frequente (maggiore effetto cronotropo). 
Il nervo vago ha effetto opposto. I canali del potassio vengono invece attivati dalle proteine Gi a seguito di stimolazione dei recettori muscarinici M-2-colinergici da parte dell'acetilcolina che consente l'apertura dei canali del potassio KAch. La proteina G è proprio a contatto con il canale: non c'è un secondo messaggero. L'apertura di questo canale porta a una ripolarizzazione della membrana e quindi diminuisce la frequenza di depolarizzazione spontanea (minore effetto cronotropo)ma anche l'eccitabilità della cellula a causa della diminuzione progressiva del potenziale di membrana.